# 귀로 (악기)
귀로(스페인어: güiro)는 라틴 타악기다. 호른보스텔-작스의 분류에서는 (막대로 홈을) 긁는(Scrapped) 몸울림악기로 들어간다.

## 이름의 유래
원래 악기의 재료로 쓰였던 열매인 귀라(스페인어: güira)에서 유래한 것이다.

## 쓰임
주로 쿠바, 푸에르토 리코 등의 음악에서 널리 쓰인다. 손(son), 트로바(trova), 살사 등에서 핵심 악기로서의 자위를 차지한다. 마라카스와 함께 종종 가수가 연주하기도 한다.

## 비슷한 악기
악기의 재료가 금속인 쿠바의 구아요(스페인어: guayo), 도미니카 공화국의 귀라(스페인어: güira)과 가까운 사이며, 콜롬비아의 구아차라카(스페인어: guacharaca), 브라질의 헤쿠헤쿠(포르투갈어: reco-reco), 퀴하다(스페인어: quijada), 워시보드(영어: washboard)와 비슷하다.

## 고전음악에서의 쓰임
에이토르 빌라로부스의 《마법에 걸린 작은 새》(포르투갈어: Uirapuru), 이고르 스트라빈스키의 《봄의 제전》 등이 있다.